# Oncle Zigomar
 (avril 2018).
Oncle Zigomar ou Les Aventures de l'oncle Zigomar, également connu sous les titres Les Aventures de Johan et Stefan ou simplement Johan et Stephan, est une bande dessinée belge créée en 1951 par Bob de Moor.

## Synopsis
L'oncle Zigomar, un bourgeois belge sympathique et gaffeur, vit des aventures extraordinaires en compagnie de ses neveux Johan et Stefan (prénoms de deux des fils de Bob de Moor).

## Historique de parution
Bob de Moor dessine les aventures d'Oncle Zigomar entre 1951 et 1956. La série paraît initialement en anversois sous le titre De Avonturen van Nonkel Zigomar, Snoe en Snolleke dans divers quotidiens flamands, jusqu'à son arrivée dans le journal Tintin. Six de ces aventures seront publiées par Bédéscope sous le titre Les Aventures de l'oncle Zigomar, en noir et blanc et en version tronquée, entre 1979 et 1980. Plus tard, de 1987 à 1994, 5 de ces titres reparaissent en albums cartonnés couleurs sous le titre Les Aventures de Johan et Stephan, édités par Rijperman, auxquels se sont ajoutés 4 autres histoires inédites en français. 4 nouvelles aventures, inédites en français sont publiées par BD-Must en 2017. Une campagne de financement participatif a été lancée en aout 2019 pour faire éditer Het Betoverde zandtapijt (inédite en français) et La Canne Parlante (inédite en couleurs)

## Publications
Les aventures seront pré-publiées quotidiennement en noir et blanc dans des journaux anversois avant une publication en album, souvent dans une version tronquée pour atteindre les 48 pages.
1. La grande pagaille (1951)
  - Prépublié en anversois dans le quotidien Nieuws van de Dag  du 16 août au 1er décembre 1951 sous le titre Het Hambrasserum en 184 strips quotidiens.
  - Publié en français dans une version couleurs chez RIJPERMAN en 1987.
2. Le renard qui louche (1951)
  - Prépublié en anversois dans le quotidien Nieuws van de Dag  du 4 décembre 1951 au 25 mars 1952 sous le titre De Schele Zilvervosen 190 strips quotidiens.
  - Publié en français dans une version noir et blanc chez Bédéscope en 1979.
  - Publié en français dans une version couleurs chez STANDAARD en 1994.
3. Les cigarillos de la reine Thia (1952)
  - Publié en anversois  dans le quotidien Nieuws van de Dag du 26 mars 1952 au 18 juillet 1952 sous le titre De Sigarillos van Koningin Thia en 190 strips quotidiens.
  - Publié en français dans une version noir et blanc chez Bédéscope en 1980
  - Publié en français dans une version couleurs chez RIJPERMAN en 1989.
4. Le trésor du brigand (1952)
  - Prébublié en anversois  dans le quotidien Nieuws van de Dag du 31 juillet au 3 novembre 1952 sous le titre De Schat van Baekelandt en 182 strips quotidiens[3]
  - Publié en français dans une version couleurs chez RIJPERMAN en 1987.
5. Le doigt bleu (1952)
  - Prépublié dans le journal Het Nieuz van de Dag du 4 novembre 1952 au 25 février 1953 sous le titre De Blauwe Vinger en 192 strips quotidiens.
  - Publié en version francophone complète par BD-Must en 2017
6. Le moteur Spa (1953)
  - Prépublié dans le journal Het Nieuz van de Dag du 26 février 1953 au 20 juin 1953 sous le titre De Spaa-motor en 198 strips quotidiens.
  - Publié en version francophone complète par BD-Must en 2017
7. Le Maw-Maw blanc (1953)
  - Prépublié en anversois dans le journal Het Nieuwz van de Dag du 22 juin au 10 octobre 1953 sous le titre De Witte Maw-Maw en 192 strips quotidiens.
  - Publié en version francophone complète par BD-Must en 2017
8. Le dragon noir (1953)
  - Prépublié en anversois dans Die Neuwe Gids du 12 octobre 1953 au 30 janvier 1954 sous le titre De Zwarte Draak
  - Publié en français dans une version couleurs chez STANDAARD en 1993.
9. Le secret de Volcanie (1953)
  - Publié en anversois  du 1er février au 25 mai 1954 par Het Niews van de Dag, De Nieuwe Gids, De Antwerpse et Vrije Volksblad sous le titre Het Geheim van Vulcania[4],[5]
  - Publié en français dans une version couleurs chez STANDAARD en 1993.
10. Le tapis de sable ensorcelé (1953)
  - Prépublié en anversois dans Het Nieuws van de Dag du 26 mai 1954 au 11 septembre 1954, en 182 strips quotidiens sous le titre Het Betoverde Zandtapijt .
  - Publié en français dans une version couleurs chez BD-Must en 2020.
11. L'espion jaune (1954)
  - Prépublié en anversois du 13 septembre au 3 décembre 1954 sous le titre De Gele Spion[6]
  - Publié en français dans une version noir et blanc chez Bédéscope en 1980.
  - Publié en français dans une version couleur chez BOOGALOO en 1987.
12. L'empire des taupes (1955)
  - Prépublié en anversois dans le journal Het Nieuwz van de Dag  du 3 janvier au 20 avril 1955 sous le titre Het Mollenrijk[7] en 170 strips quotidiens
  - Publié en français dans une version noir et blanc chez Bédéscope (1980)
13. Les boucs émissaires (1955)
  - Prépublié en anversois du 21 avril au 20 août 1955 sous les titres De Geitenrijders en 200 strips quotidiens.
  - Publié en français dans une version noir et blanc chez Bédéscope en 1979.
  - Publié en français dans une version couleur chez RIJPERMAN en 1989.
14. Le caballero rouge (1955)
  - Prépublié en anversois du 22 août 1955 au 4 janvier 1956 sous le titre De Rode Caballero en 216 strips quotidiens
  - Publié en français dans une version noir et blanc réduite de 24 strips par l'auteur chez Bédéscope en 1980.
  - Publié en français dans une version couleurs toujours réduite de 24 strips chez RIJPERMAN en 1993.
15. La canne parlante (1956)
  - Prépublié dans le journal Het Nieuwz van de Dag du 5 janvier au 29 février 1956 sous le titre De Sprekende Wandelstok en 94 strips quotidiens.
  - Publié en version francophone, noir et blanc par BD-Must en 2017
  - Publié en version francophone, dans une version couleurs par BD-Must en 2020